# Brygos
Brygos var en attisk keramiker, möjligen härstammande från Trakien, verksam i Aten omkring 500–470 f.Kr.
Brygos var en av det rödfiguriga vasmåleriets främsta mästare under den "stränga stilens" blomstringstid. Man känner till tio signerade och ett flertal osignerade vaser ur hans ateljé, vilkas dekor avslöjar en formsäker, temperamentsfull och fantasirik konstnär. Hans motiv visar prov på såväl vardagliga som mytologiska motiv, ofta med en skämtsam framställning.